# På tal om kärlek
På tal om kärlek (engelska: Speechless) är en amerikansk romantisk komedifilm från 1994 i regi av Ron Underwood. I huvudrollerna ses Michael Keaton, Geena Davis, Bonnie Bedelia, Ernie Hudson och Christopher Reeve.

## Rollista i urval
- Michael Keaton – Kevin Vallick
- Geena Davis – Julia Mann
- Bonnie Bedelia – Annette
- Ernie Hudson – Dan Ventura
- Christopher Reeve – Bob Freed
- Charles Martin Smith – Kratz
- Gailard Sartain – Lee Cutler
- Ray Baker – Ray Garvin
- Mitchell Ryan – Lloyd Wannamaker
- Willie Garson – Dick
- Harry Shearer – Chuck
- Steven Wright – Eddie
- Jodi Carlisle – Doris Wind